# Canton de Ginestas
Le canton de Ginestas est une ancienne division administrative française du département de l'Aude et de la région Languedoc-Roussillon.

## Géographie
Il était situé autour de Ginestas dans l'arrondissement de Narbonne avec une altitude allant de 6 m (Ouveillan) à 323 m (Bize-Minervois) pour une moyenne de 41 m.

## Représentation

### Conseillers généraux de 1833 à 2015
| Période          | Période                   | Identité                                                     | Étiquette    | Qualité                                                                                                |
| ---------------- | ------------------------- | ------------------------------------------------------------ | ------------ | --- |
| 1833             | 1845 (démission)          | Chevalier Antoine Viennet-Maucler dit le Balafré (1778-1851) |              | Capitaine d'infanterie, Commandant de la Garde nationale de Narbonne Propriétaire Maire de Mirepeisset |
| 1845             | 1848                      | Michel-François-Urbain Raynal                                |              | Ingénieur en chef des travaux du port de Sète, propriétaire à Sallèles-d'Aude                          |
| 1848             | 1852                      | Jacques Caunes                                               |              | Propriétaire et ingénieur, Ginestas                                                                    |
| 1852             | 1853 (décès)              | Guillaume de Bunis                                           |              | Ancien capitaine à la Légion de l'Aude Propriétaire à Bize                                             |
| 1853             | 1870                      | Marius Caudière                                              |              | Sous-directeur du canal Maire de Sallèles-d'Aude (1848→1859)                                           |
| 1870             | 1871                      | Joseph Bourdel                                               |              | Propriétaire à Bize                                                                                    |
| 1871             | 1880                      | Gabriel Mirza-Narbonne                                       | Républicain  | Propriétaire à Bize                                                                                    |
| 1880             | 1898                      | Achille Bourdel                                              | Républicain  | Propriétaire Maire de Bize                                                                             |
| 1898             | 1904                      | Jules Foulquier                                              | Républicain  | Médecin Maire de Saint-Marcel                                                                          |
| 1904             | 1910                      | Marius Ratié                                                 | Rad.         | Notaire Maire de Bize                                                                                  |
| 1910             | 1936 (décès)              | Jules Azéma                                                  | Rad.         | Cultivateur Maire de Saint-Nazaire-d'Aude                                                              |
| 1936             | 1941 (démission d'office) | Jules Amalric                                                | SFIO         | Propriétaire à Bize Révoqué par le Gouvernement de Vichy                                               |
|                  |                           |                                                              |              | |
| 1942             | 1945                      | Paul Vailhe                                                  |              | Maire d'Ouveillan Nommé conseiller départemental en 1942                                               |
|                  |                           |                                                              |              | |
| 1945             | 1951                      | Jules Amalric                                                | SFIO         | Propriétaire à Bize                                                                                    |
| 1951             | 1960 (décès)              | Jean Clavel                                                  | SFIO         | Viticulteur Maire de Sallèles-d'Aude (1944→1960)                                                       |
| 20 novembre 1960 | 1984 (décès)              | Michel Bernard                                               | PS           | Maire d'Argeliers (1965→1984)                                                                          |
| 1984             | 2003 (démission)          | Jean Palancade                                               | PS           | Viticulteur Maire de Sainte-Valière (1989→2003)                                                        |
| 2003             | 2009 (invalidation)       | Gérard Schivardi                                             | DVG puis POI | Maçon retraité Maire de Mailhac (2001→2020)                                                            |
| 2009             | 2015                      | Francine Schivardi (épouse du précédent)                     | POI          | Employée, Mailhac                                                                                      |

### Élection cantonale de 2003
Après la démission en 2003 de Jean Palancade (PS), une élection partielle était organisée les 20 et 27 juillet 2003. Étaient candidats : Sarah Sanchez (UMP), Maraval (apparenté UMP), Yves Bastié (PS) et Gérard Schivardi (dissident PS). Au premier tour Gérard Schivardi obtenait plus de 40 %, la candidate investie par l'UMP 12 % et celui du PS 25 %.
Au second tour Yves Bastié et Gérard Schivardi pouvaient seuls se présenter mais Yves Bastié renonçait craignant de perdre une élection, pourtant toujours remportée par le PS et Gérard Schivardi était élu conseiller général.

### Conseillers d'arrondissement (de 1833 à 1940)
Le canton de Ginestas avait deux conseillers d'arrondissement à partir de 1895.
| Période                                  | Période          | Identité                     | Étiquette                | Qualité |
| ---------------------------------------- | ---------------- | ---------------------------- | ------------------------ | --- |
| 1833                                     | 1836             | Louis Somadieu               |                          | Maire de Sallèles                                                                                           |
| 1836                                     | 1842             | Laurent Cassan (1792-1863)   |                          | Propriétaire, médecin, maire de Ginestas                                                                    |
| 1842                                     | 1845             | Urbain de Raynal (1802-1873) |                          | Ingénieur attaché au Canal du Midi, propriétaire à Argeliers                                                |
| 1845                                     | 1848             | M. Vallette                  |                          | Propriétaire à Mailhac                                                                                      |
|                                          |                  |                              |                          | |
| 1855                                     |                  | M. Narbonnès                 |                          | |
|                                          |                  |                              |                          | |
| 1889                                     | 1895             | Calixte Fraïssé              | Républicain opportuniste | Propriétaire à Saint-Nazaire-d'Aude                                                                         |
| 1895                                     | 1901             | M. Teisseire                 | Radical                  | |
| 1895                                     | 1907             | Alfred Rallion (1851-1912)   | Radical                  | Maire d'Ouveillan                                                                                           |
| 1901                                     | 1907             | Jules Mimard                 | Radical                  | Propriétaire, maire de Paraza                                                                               |
| 1907                                     | 1907 (démission) | Marcelin Albert              | Défense viticole         | Cafetier et vigneron à Argeliers                                                                            |
| 1907                                     |                  | Marius Cathala               | Défense viticole         | Président de la Confédération générale des vignerons, Argeliers                                             |
|                                          |                  |                              |                          | |
| 1913                                     |                  | M. Fabre                     | Radical                  | |
| 1913                                     |                  | M. Hubert                    | Radical                  | |
|                                          |                  |                              |                          | |
|                                          |                  | Guillaume Malardeau          | Radical                  | Maire d'Ouveillan                                                                                           |
|                                          |                  | Adrien Plauzolles            | Radical                  | Maire de Ginestas                                                                                           |
|                                          | 1940             | M. Biard                     | SFIO                     | |
|                                          | 1940             | Alfred-Laurent Delpy         | SFIO                     | Propriétaire à Argeliers                                                                                    |
| 1940                                     |                  |                              |                          | Les conseils d'arrondissement ont été suspendus par la loi du 12 octobre 1940 et n'ont jamais été réactivés |
| Les données manquantes sont à compléter. |                  |                              |                          | |

## Composition
Le canton de Ginestas regroupait quatorze communes. 
| Nom                   | Code Insee | Intercommunalité                               | Superficie (km2) | Population (dernière pop. légale) | Densité (hab./km2) |
| --------------------- | ---------- | ---------------------------------------------- | ---------------- | --------------------------------- | ------------------ |
| Ginestas (chef-lieu)  | 11164      | CA Grand Narbonne                              | 9,50             | 1 341 (2014)                      | 141                |
| Argeliers             | 11012      | CA Grand Narbonne                              | 10,79            | 2 070 (2014)                      | 192                |
| Bize-Minervois        | 11041      | CA Grand Narbonne                              | 20,80            | 1 110 (2014)                      | 53                 |
| Mailhac               | 11212      | CA Grand Narbonne                              | 10,51            | 530 (2014)                        | 50                 |
| Mirepeisset           | 11233      | CA Grand Narbonne                              | 5,19             | 754 (2014)                        | 145                |
| Ouveillan             | 11269      | CA Grand Narbonne                              | 29,98            | 2 299 (2014)                      | 77                 |
| Paraza                | 11273      | CC Région Lézignanaise, Corbières et Minervois | 9,47             | 632 (2014)                        | 67                 |
| Pouzols-Minervois     | 11296      | CA Grand Narbonne                              | 10,15            | 512 (2014)                        | 50                 |
| Roubia                | 11324      | CC Région Lézignanaise, Corbières et Minervois | 7,38             | 509 (2014)                        | 69                 |
| Saint-Marcel-sur-Aude | 11353      | CA Grand Narbonne                              | 8,37             | 1 893 (2014)                      | 226                |
| Saint-Nazaire-d'Aude  | 11360      | CA Grand Narbonne                              | 8,63             | 1 977 (2014)                      | 229                |
| Sainte-Valière        | 11366      | CA Grand Narbonne                              | 6,39             | 573 (2014)                        | 90                 |
| Sallèles-d'Aude       | 11369      | CA Grand Narbonne                              | 12,55            | 2 828 (2014)                      | 225                |
| Ventenac-en-Minervois | 11405      | CA Grand Narbonne                              | 6,20             | 521 (2014)                        | 84                 |

## Démographie
| 1962   | 1968   | 1975   | 1982   | 1990   | 1999   | 2006   | 2011   | 2012   |
| ------ | ------ | ------ | ------ | ------ | ------ | ------ | ------ | ------ |
| 11 169 | 11 247 | 10 606 | 10 638 | 11 079 | 11 982 | 14 761 | 16 891 | 17 141 |